# Diana Leblanc
Pour les articles homonymes, voir Leblanc.
Diana Leblanc, née en 1943 à Montréal, est une actrice canadienne.

## Filmographie

### Cinéma
- 1975 : Lies My Father Told Me
- 1978 : The Third Walker : The Nun
- 1982 : Jen's Place : Jennifer's Mother
- 1992 : Oh, What a Night : Dora
- 2001 : A Man's Life : Dolly Mott
- 2012 : The Samaritan : Celia

### Télévision
- 1966 : Henry V, de Michael Langham : Catherine de Valois
- 1976 : Les Robinson suisses (série TV) : Elizabeth Robinson
- 1993 : Le Triomphe de l'amour (Bonds of Love) (TV) : Psychologist
- 1994 : Madonna: Innocence Lost (TV) : Ruth Novak
- 1995 : Lady Killer (en) (TV) : Dr Sachs
- 1998 : Les Chroniques de San Francisco II (More Tales of the City) (feuilleton TV) : Frances 'Frannie' Alicia Ligon Halcyon
- 2001 : Chroniques de San Francisco ("Further Tales of the City") (feuilleton TV) : Frances 'Frannie' Alicia Ligon Halcyon
- 2001 : L'antre du diable (The Pretender: Island of the Haunted) (TV) : Ocee, a blind woman
- 2005 : Trudeau II: Maverick in the Making (feuilleton TV) : Grace Elliott Trudeau
- 2008 : Le Poids des souvenirs (Murder on Her Mind) (TV) : Grace